# Suhail Al-Noubi
Suhail Al-Noubi (tiếng Ả Rập: سهيل النوبي) (sinh ngày 9 tháng 1 năm 1996) là một cầu thủ bóng đá người Các Tiểu vương quốc Ả Rập Thống nhất. Hiện tại anh thi đấu cho Baniyas.